# Hilarie Burton
Hilarie Ross Burton (Sterling (Virginia), 1 juli 1982) is een Amerikaanse actrice.

## Biografie
Nadat ze haar diploma kreeg, begon Burton te werken als vj voor MTV. Hierdoor kreeg ze een gastrol als vj in de tienerserie Dawson's Creek in 2002. Burton kreeg in 2003 de rol van Peyton Sawyer in de tienerdramaserie One Tree Hill.
In 2005 was ze naast Jason Ritter te zien in indiefilm Our Very Own. In 2006 werd Solstice uitgebracht. Normal Adolescent Behaviour werd uitgebracht op 27 april 2007. Ook speelde ze Sarah Ellis in de serie White Collar.

## Privé
Burton trouwde in 2019 met acteur Jeffrey Dean Morgan, met wie ze op dat moment al tien jaar een relatie had. De twee kregen in 2010 samen een zoon en in 2018 een dochter.
- Bibliothèque nationale de France: cb15116705b (data)
- Gemeinsame Normdatei: 1299020925
- International Standard Name Identifier: 0000 0001 1466 7242
- Library of Congress Control Number: no2008061526
- Système universitaire de documentation: 16142032X
- Virtual International Authority File: 5227307
- WorldCat: E39PBJmxRWfmfvPpFkVWmf8grq